# Рамоунс
The Ramones (Рамоунс) са пънк-рок група, създадена в Ню Йорк през март 1974 г. Основоположниците на групата приемат фамилията Ramone, въпреки че не са братя. Това са: Joey Ramone (Jeffrey Hyman) – вокал, Johnny Ramone (John Cummings) – китара, Dee Dee Ramone (Douglas Glen Colvin) – бас китара, Tommy Ramone (Tommy Erdelyi) – барабани.
Colvin „Dee Dee“ Ramone предлага името на групата, впечатлен от факта, че Paul McCartney нарича себе си Paul Ramon, когато свири в Silver Beatles.

## Биография
Tommy и Johnny Ramones създават групата, след което към тях се присъединяват Dee Dee и Joey. По-късно членовете на групата стават известни като „бащите“ на пънк-рока
По-късните членове на групата също приемат името Ramone: Marky Ramone (Marc Bell) заменя Tommy на барабаните, Richie Ramone (Richard Beau) заменя Marky на барабаните, Elvis Ramone (Clem Burke) заменя Richie на барабаните, C-Jay Ramone (Christopher John Ward) заменя Dee-Dee на баса.
Ramones са пионери в back-to-basics звученето, което избягва прогресивния рок и дългите китарни соло-изпълнения, с които рок-музиката става известна през 70-те. Те въвеждат суров, силен, бърз и директен звук, често свързван с рок-енд-рола на 50-те и 60-те.
По това време Tommy Ramone работи в студиото и след като на няколко пъти помага на Joey да изчисти стила си, става официален член на групата. Първите им песни са много бързи и много кратки. Повечето не превишават две минути. Концертите на Ramones продължават 20 – 30 минути, доста по-кратко от останалите групи, и често са описвани от публиката като бързи, груби, енергични и безразсъдни.
След няколко такива концерта в CBGB групата подписва договор със Sire Records през есента на 1975 г. и записва дебютния си албум Ramones. Следва поредица от концерти, които вдъхновяват бъдещи пънк-звезди като Clash и Sex Pistols.
След две години работа и топ-албума Rocket to Russia, изтощеният Tommy Ramone напуска и е заменен от Marc Bell. Въпреки оттеглянето си известно време той работи с новия барабанист, за да се увери, че изпълненията му са съвместими със стила на Ramones. Този състав на групата играе централна роля във филма „Rock 'n' Roll High School“ през 1979 г.
Marky Ramone е заменен от Richard Beau, а след това и от Clem Burke (Elvis Ramone). Burke остава в групата две седмици, преди Marky да се върне през 1990 г. Dee Dee Ramone напуска след издаването на албума Brain Drain през 1989 г. Заменен е от Christopher John Ward (C.J. Ramone).

## Последни години
След участие във фестивала Lollapalooza през 1996 г. Ramones се разделят, най-вече заради разрастващи се лични конфликти между членовете на групата.
Приносът на групата в развитието на пънк-рок музиката е едно от големите постижения в тяхната кариера. Докато за авторството на жанра споровете все още продължават, популяризирането му неотменно се свързва с името на Ramones. Наградите и отличията идват чак след разпадането на групата. Членовете от оригиналния състав на Ramones умират в периода 2001 – 2014 г. Последният концерт на групата е през 1996 г. в Лос Анджелис.
Те са първата пънк група.
Членове (първоначални):
- Joey Ramone (Jeffrey Hyman) – вокал (19.05.1951 – 15.04.2001) починал
- Johnny Ramone (John Cummings) – китара (08.10.1948 – 15.09.2004) починал
- Dee Dee Ramone (Douglas Glen Colvin) – бас китара (18.09.1951 – 05.06.2002) починал
- Tommy Ramone (Tommy Erdelyi) – барабани (29 януари 1952 – 11.07.2014) починал

Членове (присъединили се към групата в по-късни години):
- Marky Ramone (Marc Bell) заменя Tommy на барабаните (15.07.1956)
- Richie Ramone (Richard Beau) заменя Marky на барабаните (11.08.1957)
- Elvis Ramone (Clem Burke) заменя Richie на барабаните (24.11.1955)
- C-Jay Ramone (Christopher John Ward) заменя Dee-Dee на баса (08.10.1965)

## Дискография
Албуми:

1976 – Ramones

1977 – Rocket To Russia

1977 – Leave Home

1977 – Rocket To Russia: Expanded And Remastered

1978 – Road To Ruin

1978 – NYC 1978

1978 – Ramones Mania

1979 – It's Alive

1980 – End Of The Century

1981 – Pleasant Dreams

1983 – Subterranean Jungle

1984 – Too Tough To Die

1986 – Animal Boy

1987 – Halfway To Sanity

1989 – Brain Drain

1990 – All The Stuff (And More), Vol. 1

1991 – All The Stuff (And More), Vol. 2

1992 – Loco Live

1992 – Mondo Bizarro

1994 – Acid Easters (The Originals)

1994 – Acid Eaters

1995 – Adios Amigos

1996 – Greatest Hits Live
След разпадането им през 1996 има няколко преиздадени албума, антология и 'Best":
1997 – We're Outta Here!

1999 – Hey! Ho! Let's Go: The Anthology

2002 – Loud, Fast, Ramones: Their Toughest

2004 – Loud, Fast, Ramones: Their Toughest Hits

2005 – Road To Ruin: Expanded and Remastered

2005 – Weird Tales Of The Ramones

2005 – Leave Home: Expanded And Remastered

2005 – Ramones: Expanded And Remastered

2005 – Rhino Hi-Five: Ramones